# Bunuri mobile din domeniul științele naturii clasate în patrimoniul cultural național al României aflate în județul Bistrița-Năsăud
Acestă listă conține bunurile mobile din domeniul științele naturii clasate în Patrimoniul cultural național al României aflate la momentul clasării în județul Bistrița-Năsăud.

## Fond
| Foto | Informații generale                         | Detalii tehnice                                                                         | Descriere | Deținător                                  | Legături |
| ---- | ------------------------------------------- | --------------------------------------------------------------------------------------- | --- | ------------------------------------------ | -------- |
|      | Semseyit, rocă (andezit)                    | Descoperit: jud. MARAMUREȘ, Mina Herja Dimensiuni: L: 10 cm; LA: 6,5 cm; Î: 4,5 cm      | Andezit slab alterat cu cristale de culoare gri de semseyit.                                                    | Complexul Muzeal Bistrița-Năsăud, Bistrița | Cimec    |
|      | Andorit, rocă (andezit)                     | Descoperit: jud. MARAMUREȘ, Mina Herja Dimensiuni: L: 6 cm; LA: 4,5 cm; Î: 2,8 cm       | Andezit cu cristale mici de andorit.                                                                            | Complexul Muzeal Bistrița-Năsăud, Bistrița | Cimec    |
|      | Fizelyit, semseyit, rocă (andezit)          | Descoperit: jud. MARAMUREȘ, Mina Herja Dimensiuni: L: 7,5 cm; LA: 5 cm; Î: 3,7 cm       | Cristale aciculare de fizelyit și tabulare de semseyit pe rocă andezitică.                                      | Complexul Muzeal Bistrița-Năsăud, Bistrița | Cimec    |
|      | Semseyit, siderit, rocă (andezit)           | Descoperit: jud. MARAMUREȘ, Mina Dealul Crucii Dimensiuni: L: 6,6 cm; LA: 6 cm; Î: 3 cm | Cristale tabulare, milimetrice, cenușii-negre, de semseyit, alături de siderit maroniu-închis.                  | Complexul Muzeal Bistrița-Năsăud, Bistrița | Cimec    |
|      | Siderit, fizelyit, semseyit, rocă (andezit) | Descoperit: jud. MARAMUREȘ, Mina Herja Dimensiuni: L: 7 cm; LA: 5 cm; Î: 2 cm           | Parageneză de cristale tabulare, milimetrice, de semseyit, cu fizelyt, siderit.                                 | Complexul Muzeal Bistrița-Năsăud, Bistrița | Cimec    |
|      | Fizelyit, semseyit, siderit, rocă (andezit) | Descoperit: jud. MARAMUREȘ, Mina Herja Dimensiuni: L: 17 cm; LA: 10 cm; Î: 7 cm         | Cristale tabulare mici, cenușii-negre de semseyit în rozete, în parageneză cu cristale de fizelyit și siderit.  | Complexul Muzeal Bistrița-Năsăud, Bistrița | Cimec    |
|      | Sfalerit, fizelyit, rocă (andezit)          | Descoperit: jud. MARAMUREȘ, Mina Chiuzbaia Dimensiuni: L: 11 cm; LA: 5 cm; Î: 4,5 cm    | Cristale gri, de fizelyit, în parageneză cu sfalerit.                                                           | Complexul Muzeal Bistrița-Năsăud, Bistrița | Cimec    |
|      | Semseyit, rocă (andezit)                    | Descoperit: jud. MARAMUREȘ, Mina Dealul Crucii Dimensiuni: L: 4,5 cm; LA: 4 cm; Î: 3 cm | Cristale tabulare mici de semseyit dispuse în rozete pe rocă.                                                   | Complexul Muzeal Bistrița-Năsăud, Bistrița | Cimec    |
|      | Fizelyit, semseyit, rocă (andezit)          | Descoperit: jud. MARAMUREȘ, Mina Herja Dimensiuni: L: 10 cm; LA: 4 cm; Î: 3,5 cm        | Cristale tabulare, milimetrice, de semseyit, alături de cristale prismatice, milimetrice, cenușii, de fizelyit. | Complexul Muzeal Bistrița-Năsăud, Bistrița | Cimec    |
|      | Semseyit, rocă (andezit)                    | Descoperit: jud. MARAMUREȘ, Mina Herja Dimensiuni: L: 7 cm; LA: 6,5 cm; Î: 4 cm         | Cristale romboedrice, cenușii-negre, de calcit, în parageneză cu semseyit.                                      | Complexul Muzeal Bistrița-Năsăud, Bistrița | Cimec    |
|      | Semseyit, fizelyit, calcit, rocă            | Descoperit: jud. MARAMUREȘ, Mina Herja Dimensiuni: L: 9 cm; LA: 5 cm; Î: 4 cm           | Cristale de semseyit și fizelyit, pe calcit.                                                                    | Complexul Muzeal Bistrița-Năsăud, Bistrița | Cimec    |
|      | Fizelyit, semseyit, calcit                  | Descoperit: jud. MARAMUREȘ, Mina Herja Dimensiuni: L: 7 cm; LA: 4 cm; Î: 1,5 cm         | Cristale de sulfosăruri pe calcit de culoare gri.                                                               | Complexul Muzeal Bistrița-Năsăud, Bistrița | Cimec    |